# Luffia ferchaultella
Luffia ferchaultella is een vlinder uit de familie zakjesdragers (Psychidae). De wetenschappelijke naam van deze soort is voor het eerst geldig gepubliceerd in 1850 door Stephens.
De soort komt voor in Europa: Verenigd Koninkrijk, België, Nederland, Luxemburg, Frankrijk, Spanje, Portugal, Zwitserland, Duitsland en Italië.
Omhulde larven voeden zich, vaak in kudden, met korstmos. Vaak zijn ze in grote aantallen te vinden op met korstmos bedekte boomstammen en hekken.